# Бодајк
Бодајк (мађ. Bodajk) град је у Мађарској. Бодајк се налази у оквиру жупаније Фејер. Од 1. јула 2008. Бодајк има статус града.

## Географски положај
Бодајк се налази око 70 км југозападно од Будимпеште, у североисточном подножју планине Бакоњ, у процепу Мори који раздваја планине Вертес. До Бодајка се може доћи аутомобилом са главног пута 81. Железничка линија која иде од Секешфехервара до Комарома зауставља се на железничкој станици Бодајкер.

## Историјат
Подручје је насељено још од каменог доба. Први писани помен потиче из 1193. године. На фотографији је замак изграђен 1839. године. На узвишењу изнад насеља налази се Крстов пут из 1736. године са којег се пружа добар поглед на околину.
Бодајк је једна од најстаријих маријанских сорти у Мађарској. Неки историчари верују да је њен лековити извор био коришћен још у 19. веку. Према легенди, овде су били Свети Стефан, Свети Имре, Свети Гелерт и Свети Ласло. У средњем веку био је краљевски посед, касније је припадао Фехервар Крезритету, породицама Розгоњи и Надасди. После пада 1543. године долази под турску власт до 18. века. Источно од „Укрштеног пута” налази се класицистички замак Хохбург-Ламберг, изграђен 1839. године.

## Знаменитости
- Капуцински манастир
- Постаје крста
- Скијалиште
- Приморско одмаралиште
- Воденица
- Гаја-Бах
- Дом пензионера
- Дворац Хохбург-Ламберг

## Градови побратими
Од 1992. постоји братимљење са хесенским градом Редермарком.